# 183º Reggimento paracadutisti "Nembo"
Il 183º Reggimento paracadutisti "Nembo" è un reparto aviotrasportato dell'Esercito italiano, inquadrato nella Brigata paracadutisti "Folgore".

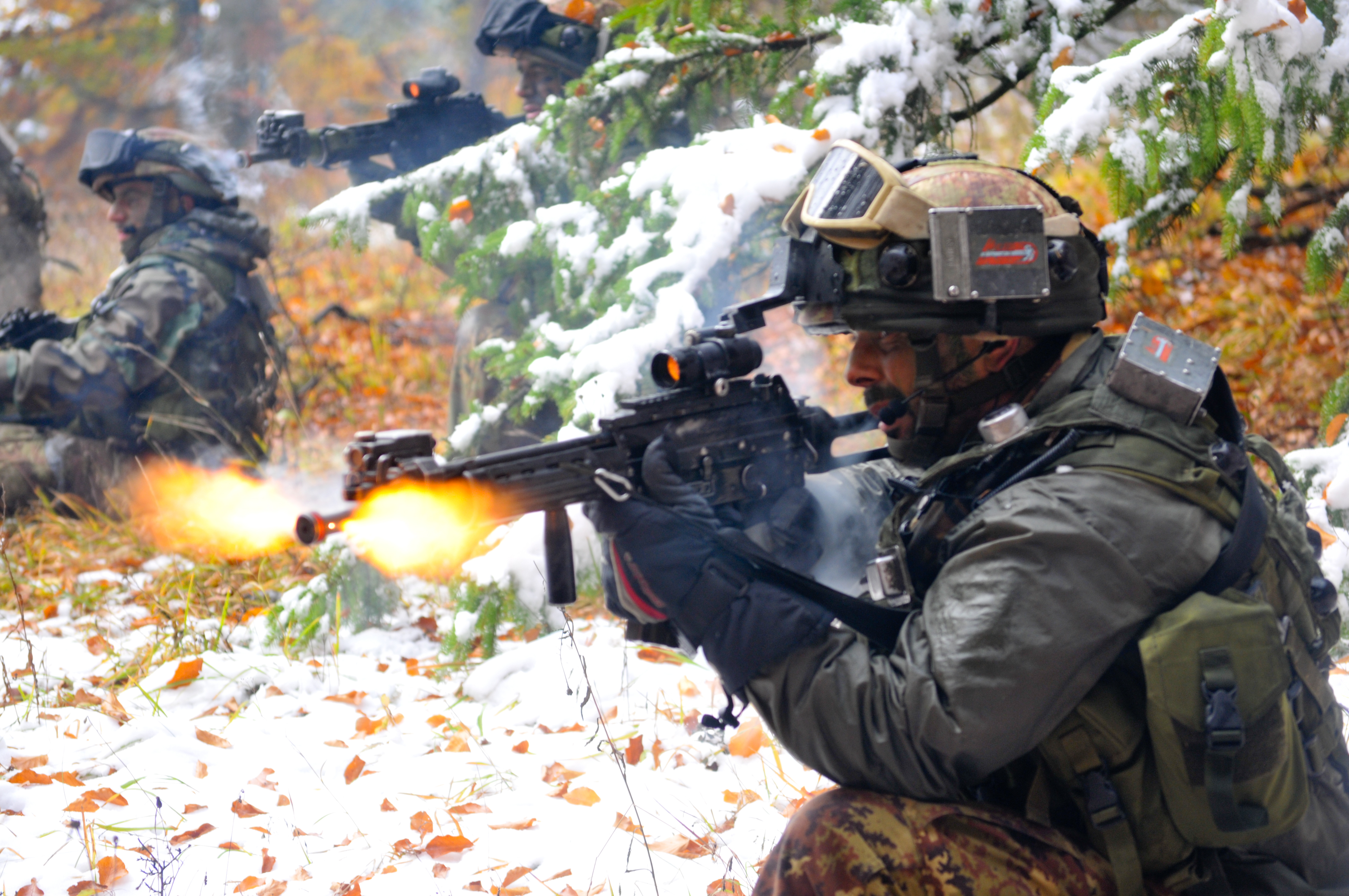
Parà del 183° Nembo

## Storia
Il Reggimento viene costituito durante la seconda guerra mondiale a Firenze il 1º Febbraio 1943 e sotto la stessa data entra a far parte della Divisione "Nembo".
Inquadrato nella 184ª Divisione paracadutisti "Nembo", viene trasferito in Sardegna nel maggio 1943 e vi rimane fino al maggio successivo.
Dopo l'8 settembre 1943 rimane con il regno del Sud, alle dipendenze del Corpo Italiano di Liberazione, e prende poi parte alle azioni di guerra di Abbadia di Fiastra (giugno 1944) ed alla battaglia di Filottrano ed alla battaglia di Montecarotto (luglio 1944) nelle Marche.
Sciolta la Divisione "Nembo", il 24 settembre 1944 viene costituito il Gruppo di Combattimento Folgore che inquadra il 183º Reggimento paracadutisti che combatte valorosamente a Tossignano e nella battaglia di Case Grizzano. Nel marzo 1945 dal Reggimento vengono tratti un centinaio tra ufficiali, sottufficiali e paracadutisti (tutti volontari), che, inquadrati nella "Centuria Nembo", partecipano all'operazione Herring lanciandosi da aerei americani nella notte del 20 aprile 1945 sulle forze tedesche in ritirata nella zona di Poggio Rusco.

### Nel dopoguerra
Terminato il secondo conflitto mondiale, il 1º ottobre 1948 in ottemperanza al trattato di pace che impediva all'Italia la possibilità di avere all'interno del proprio esercito truppe aviolanciabili, il Reggimento paracadutisti "Nembo" viene trasformato in 183º Reggimento fanteria "Nembo" e inquadrato nella Divisione fanteria motorizzata "Folgore", rimanendo tale fino alla ristrutturazione dell'Esercito Italiano nel 1975, quando viene ridotto a livello ordinativo di battaglione e inquadrato nella Brigata meccanizzata "Gorizia" ove sul basco nero mantiene tuttavia il fregio con le ali e il gladio tipico delle aviotruppe, sfilando con un reparto di rappresentanza alle adunate nazionali dei Paracadutisti d'Italia.
Nel 1991 il 183º Battaglione fanteria "Nembo" venne sciolto e la bandiera di guerra assegnata al ricostituito 183º Battaglione paracadutisti "Nembo" che, trasferito da Gradisca d'Isonzo a Pistoia, venne organicamente inquadrato nella Brigata paracadutisti "Folgore".
Il 23 aprile 1993, il battaglione è stato elevato a rango di reggimento assumendo l'attuale denominazione.

### Decorazioni alla Bandiera di Guerra

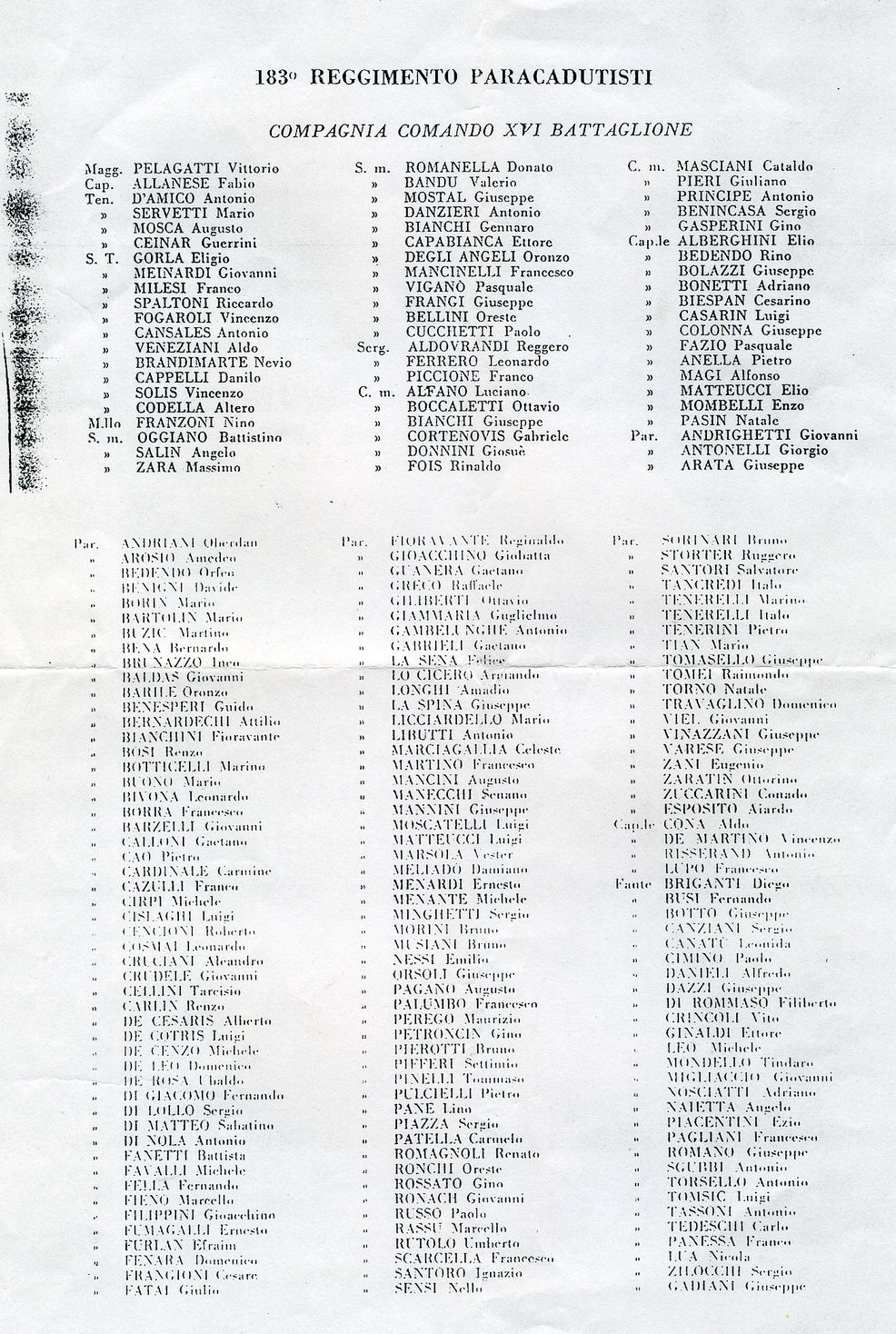
183º Reggimento paracadutisti "Nembo" - Guerra di liberazione

## Onorificenze

### Decorati
- Gianfranco P., Sottotenente
- Giuseppe I. Tenente Colonnello

- Giampiero M. Serg. Magg.
- David T. Caporal Maggiore Scelto